# Münsterland Giro 2008
Il Münsterland Giro 2008, terza edizione della corsa, valido come evento dell'UCI Europe Tour 2008 categoria 1.1, si svolse il 3 ottobre 2008 su un percorso di 204,2 km. Fu vinto dal tedesco André Greipel, che giunse al traguardo con il tempo di 4h 55' 40" alla media di 41,398 km/h.
Alla partenza a Bocholt erano presenti 171 ciclisti, di cui 140 portarono a termine la gara.

## Squadre partecipanti
| N.      | Cod. | Squadra                     |
| ------- | ---- | --------------------------- |
| 1-8     | GST  | Team Gerolsteiner           |
| 11-18   | SIL  | Silence-Lotto               |
| 21-28   | THR  | Team Columbia-High Road     |
| 31-38   | CSC  | Team CSC-Saxo Bank          |
| 41-48   | MRM  | Team Milram                 |
| 51-58   | LAN  | Landbouwkrediet             |
| 61-68   | MIT  | Mitsubishi-Jartazi          |
| 71-78   | SKS  | Skil-Shimano                |
| 81-88   | TSV  | Topsport Vlaanderen         |
| 91-98   | VBG  | Volksbank-Vorarlberg        |
| 101-108 | CCD  | Differdange-Apiflo Vacances |
| 111-118 | ARH  | Atlas Romer's Hausbäckerei  |

| N.      | Cod. | Squadra                   |
| ------- | ---- | ------------------------- |
| 121-128 | CJP  | Cyclingteam Jo Piels      |
| 131-138 | GLU  | Glud & Marstrand Horsens  |
| 141-148 | FPT  | P3Transfer-Batavus        |
| 151-158 | PER  | Perutnina Ptuj            |
| 161-168 | RB3  | Rabobank Continental Team |
| 171-178 | 3CG  | Team 3C Gruppe-Lamonta    |
| 181-188 | GLS  | Team GLS-Pakke Shop       |
| 191-198 | ISA  | Isaac                     |
| 201-208 | TRS  | Kuota-Senges              |
| 211-218 | TMH  | Mapei-Heizomat            |
| 221-228 | TSP  | Team Sparkasse            |
| 231-238 | VLA  | Team Vlassenroot          |

## Ordine d'arrivo (Top 10)
| Pos. | Corridore            | Squadra        | Tempo    |
| ---- | -------------------- | -------------- | -------- |
| 1    | André Greipel        | Columbia       | 4h55'40" |
| 2    | Erik Zabel           | Team Milram    | s.t.     |
| 3    | Robert Förster       | Gerolsteiner   | s.t.     |
| 4    | Eric Baumann         | Sparkasse      | s.t.     |
| 5    | Michael Van Staeyen  | Rabobank Con.  | s.t.     |
| 6    | Juan José Haedo      | CSC-Saxo Bank  | s.t.     |
| 7    | Daniel Musiol        | Volksbank      | s.t.     |
| 8    | Jonas Aaen Jørgensen | GLS-Pakke      | s.t.     |
| 9    | Matej Stare          | Perutnina Ptuj | s.t.     |
| 10   | Christian Poos       | Differdange    | s.t.     |